# Triterpè

Estructura química de l'esqualè, un triterpè lineal.

Els triterpens són el conjunt de terpens formats per sis unitats d'isoprè. Molts triterpens presenten una estructura policíclica. Es coneixen més de 20.000 triterpens. Són precursors dels esteroides en plantes i animals.

Lanosterol, un exemple de triterpè policíclic

Són d'especial interès per la indústria farmacèutica, degut a les seves propietats anticanceroses, anti-VIH i antiinflamatòries.